# Wytomyśl
Wytomyśl is een dorp in de gemeente Nowy Tomyśl in het westen van Polen.
Het ligt ongeveer 9 kilometer ten noordoosten van Nowy Tomyśl en 50 kilometer ten westen van de regionale hoofdstad Poznań. Het dorp telt zo'n 500 inwoners.